# Великое зарево
Великое зарево — советский художественный фильм 1938 года, снятый режиссёром Михаилом Чиаурели на Тбилисской киностудии. Фильм вышел на экраны кинотеатров 6 ноября 1938 года.
«Великое зарево» было одним из фильмов, сделанных в честь двадцатой годовщины Октябрьской революции, в которую также вошли «Ленин в Октябре» и «Выборгская сторона». Начиная с «Октября» Сергея Эйзенштейна, было принято решение выпускать картины о революции каждое десятилетие. Фильм был первым в серии, роль Иосифа Сталина играл Михаил Геловани, впоследствии сыгравший эту роль ещё четырнадцать раз.
В 1938 году, на волне предъюбилейной сталинианы, вышел следующий после «Ленина в Октябре» фильм о революции, Ленине и Сталине «Великое зарево». Его фабулу задаёт канонический набор революционных событий: большевистская агитация на фронте, работа «Правды», Июльский расстрел демонстрации, Ленин в Разливе, клич «Есть такая партия!» на I Всероссийском съезде Советов, штурм Зимнего. В каждом из этих эпизодов Сталин, как и Ленин, играет ведущую роль, причем они оценивают друг друга как гениев: «Второго Ленина у нас нет, я не знаю в истории человечества такого», — говорит Сталин, настаивая на том, чтобы Ленин не слушал Каменева и Зиновьева и не являлся на суд. Затем Ленин, скрываясь в Разливе, спрашивает о том, как там без него проходит VI съезд партии в Петрограде. И получает ответ: «Как при вас». — «Ещё бы! Такой пламенный рулевой, как Сталин!» — уверенно говорит вождь. Интересно, что в последующих фильмах образ Ленина будет постепенно отодвигаться на задний план — до тех пор, пока он не превратится в «кремлёвского затворника», возлагающего все свои надежды только на Сталина. Экранный облик Сталина приобретает в фильме Чиаурели (скульптора по одной из своих профессий) особую монументальность: он невозмутим, спокоен, похож на собственные портреты и статуи.
К апрелю 1939 года кинокартину уже просмотрели около 15 000 000 человек.

## Сюжет
Действие фильма происходит в 1917 году. Продолжается мировая война. Солдаты хотят мира, но Временное правительство отправляет всё новые эшелоны с пополнением на германский фронт. Растёт число сочувствующих большевикам. Фронтовики направляют своих делегатов — Гудушаури, Панасюка и Ершова в Петроград с деньгами, собранными для поддержки газеты «Правда». Их принимает Сталин, которому они рассказывают о положении на фронте. В Петрограде ширятся выступления рабочих. Ленин призывает к вооруженному восстанию. Временное правительство расстреливает мирную демонстрацию. В рядах демонстрантов оказываются и фронтовики-делегаты.
В Петрограде большевики под руководством Ленина и Сталина готовят восстание, однако оппозиция в лице Зиновьева и Каменева препятствует им. День восстания назначен: 25 октября 1917 раздается залп с крейсера «Аврора». Над городом встает Великое зарево… В числе участников штурма Зимнего дворца — делегаты с фронта.

## В ролях

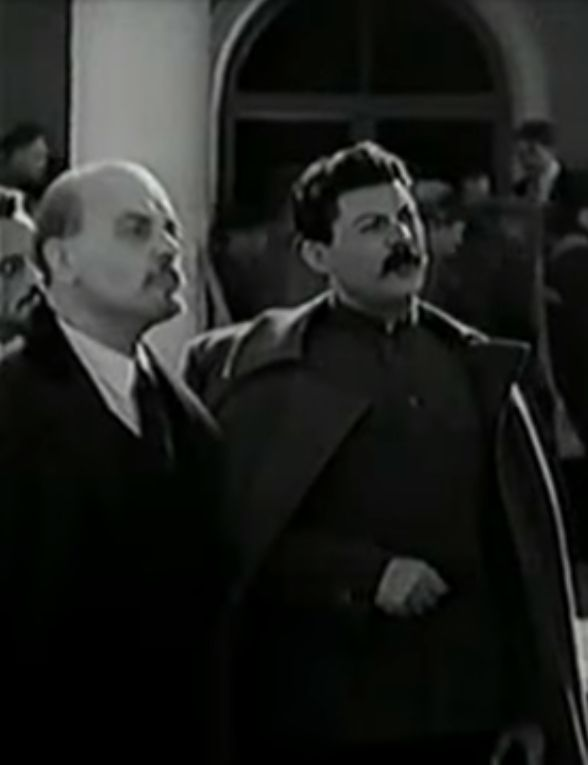
Кадр из фильма. Константин Мюфке в роли В. И. Ленина и Михаил Геловани (справа) в роли И. В. Сталина

- Константин Мюфке — Владимир Ильич Ленин
- Михаил Геловани — Иосиф Виссарионович Сталин
- Спартак Багашвили — Георгий Гудушаури
- Тамара Макарова — Светлана
- Нуца (Нина) Чхеидзе — мать Гудушаури
- Анна Смирнова — Мария Васильевна, мать Светланы
- Василий Матов — Василий Ершов, солдат
- Дмитрий Иванов — солдат Панасюк
- Георгий Сагарадзе — Церетели, меньшевик, министр Временного правительства
- Михаил Чихладзе — полковник Микеладзе
- Иван Перестиани — Иван Николаевич, генерал
- Александр (Сандро) Жоржолиани — военврач
- Шалва Гамбашидзе — «дипломат» Каркумидзе
- Георгий Шавгулидзе — Павле Гудушаури
- Пётр Морской — Дерюгин
- Борис Полтавцев — Я. М. Свердлов (нет в титрах)
- Георгий Джавашвили — эпизод (нет в титрах)
- Александр Квалиашвили — эпизод (нет в титрах)
- Дмитрий Кипиани — эпизод (нет в титрах)
- Константин Забелин — солдат (нет в титрах)
- ?? — Альбер Тома (нет в титрах)
- ?? — Николай Чхеидзе (нет в титрах)
- Рюрик Ивнев — Александр Керенский (нет в титрах)
- ?? — Феликс Дзержинский (нет в титрах)
- ?? — Каменев (нет в титрах)
- ?? — Григорий Зиновьев (нет в титрах)

## Награды
- Сталинская премия 1-й степени (1941 года), Чиаурели, Михаил Эдишерович, режиссёр, Цагарели, Георгий Константинович, сценарист, Геловани, Михаил Георгиевич, исполнитель роли И. В. Сталина, Багашвили, Спартак Леванович, исполнитель ролей Арсена и Георгия, — за кинокартины «Арсен» (1937) и «Великое зарево» (1938), снятые на Тбилисской киностудии.